# Diecezja Takamatsu
Diecezja Takamatsu – dawna diecezja Kościoła rzymskokatolickiego w Japonii, a dokładniej na wyspie Sikoku. Należała do metropolii Osaki. Powstała w 1904 jako prefektura apostolska Sikoku. Do rangi diecezji, pod obecną nazwą, została podniesiona w 1963 roku. Do 1940 prefektami apostolskimi byli tu hiszpańscy misjonarze z zakonu dominikanów. Po trwającej 23 lata sedyswakancji, od 1963 na biskupów Takamatsu zaczęli być mianowani księża japońscy.
W 2023 diecezja została zlikwidowana, a jej tereny zostały włączone do nowo erygowanej archidiecezji Osaki-Takamatsu.